# Список унціальних рукописів Нового Заповіту
Грецькі рукописи Нового Завіту писані унціальним шрифтом на пергаменті і датуються III-X століттями. На сьогодні відомо 322 унціальних рукописів Нового Завіту, що систематизовані Інститутом дослідження Нового Заповіту (INTF) в Мюнстері.
| #   | Позначення | Назва                   | Дата       | Рукопис включає:                                            | Місце зберігання                           | Місто           | Країна          |
| --- | ---------- | ----------------------- | ---------- | ----------------------------------------------------------- | ------------------------------------------ | --------------- | --------------- |
| 01  | א          | Синайський кодекс       | 4 століття | Євангеліє, Павло, Діяння Апостолів, Соб. посл., Апокаліпсис | Британська бібліотека, Add. 43725          | Лондон          | Велика Британія |
| 02  | A          | Александрійський кодекс | 5 століття | Євангеліє, Діяння Апостолів, Соб. посл., Павло, Апокаліпсис | Британська бібліотека, Royal 1 D. VIII     | Лондон          | Велика Британія |
| 03  | B          | Ватиканський кодекс     | 4 століття | Євангеліє, Діяння Апостолів, Соб. посл., Павло              | Ватиканська бібліотека‎, Gr. 1209           | Ватикан         |                 |
| 04  | C          | Кодекс Єфрема           | 5 століття | Євангеліє, Діяння Апостолів, Павло, Апокаліпсис             | Національна бібліотека Франції, Gr. 9      | Париж           | Франція         |
| 05  | Dea        | Кодекс Бези             | 5 століття | Євангеліє, Діяння Апостолів                                 | Кембриджський університет, Nn. 2. 41       | Кембридж        | Велика Британія |
| 06  | Dp         | Клермонтський кодекс    | 6 століття | Послання апостола Павла                                     | Національна бібліотека Франції, Gr. 107 AB | Париж           | Франція         |
| 06  | Dabs1      | Сенжерменский кодекс    | 9 століття | Послання до Ефесян                                          | Російська національна бібліотека, Gr. 20   | Санкт-Петербург | Росія           |
| 06  | Dabs2      |                         | 9 століття | Послання до Ефесян                                          |                                            | Менгерингхаузен | Німеччина       |
| 07  | Ee         | Базельський кодекс      | 8 століття | Євангеліє                                                   | Базельський університет, AN III 12         | Базель          | Швейцарія       |
| 08  | Ea         | Кодекс Лауда            | 6 століття | Діяння Апостолів                                            | Бодліанська бібліотека, Laud. Gr. 35       | Оксфорд         | Велика Британія |
| 09  | Fe         | Бореліанський кодекс    | 9 століття | Євангеліє                                                   | Утрехтський університет, Ms. 1             | Утрехт          | Нідерланди      |
| 010 | Fp         | Кодекс із Райхенау      | 9 століття | Послання Павла                                              | Триніті-коледж, B. XVII. 1                 | Кембридж        | Велика Британія |
| 011 | Ge         | Кодекс Вольфа A         | 9 століття | Євангеліє                                                   | Британська бібліотека, Harley 5684         | Лондон          | Велика Британія |
| 012 | Gp         | Бернерівський кодекс    | 9 століття | Послання Павла                                              |                                            | Дрезден         | Німеччина       |
| 013 | He         | Кодекс Вольфа B         | 9 століття | Євангеліє                                                   | Триніті-коледж, B. XVII 20, 21             | Кембридж        | Велика Британія |
| 014 | Ha         | Мутинський кодекс       | 9 століття | Діяння Апостолів                                            | Estense Library, A.V. 6.3. (G. 196)        | Модена          | Італія          |
| 015 | Hp         | Коаленовський кодекс    | 6 століття | Послання Павла                                              | Національна бібліотека Франції             | Париж           | Франція         |